# Gothart Stier
Gothart Stier  (* 27. Juni 1938 in Magdeburg; † 2. März 2023 in Leipzig) war ein deutscher Lied- und Oratorien-Sänger sowie Kirchenmusiker und Dirigent.

## Leben
Stier erhielt seine erste musikalische Ausbildung im Stadtsingechor zu Halle, dem er bis zum Abitur angehörte. Er studierte Dirigieren und Kirchenmusik an der Hochschule für Musik in Leipzig und schloss sein Studium mit dem A-Examen ab. Außerdem ließ er sich durch privaten Gesangsunterricht zum Konzertsänger ausbilden.
Von 1963 bis 1991 war Gothart Stier Kantor und Organist an der Friedenskirche in Leipzig-Gohlis. Gleichzeitig wirkte er als Konzert- und Oratoriensänger im In- und Ausland. Rundfunk-, Fernseh- und Schallplatten-Aufnahmen mit Werken von Schütz bis Schönberg und Theodorakis dokumentieren sein vielseitiges Repertoire.
Nach dem Tode von Karl Richter leitete Gothart Stier von 1983 bis 1984 den Münchener Bach-Chor und das Münchener Bach-Orchester. Er war außerdem Gastdirigent bei zahlreichen deutschen Rundfunkchören. 1991 wurde Gothart Stier als 27. Kreuzkantor nach Dresden berufen. In diesem Amt leitete er bis 1994 den Dresdner Kreuzchor.
1994 übernahm Gothart Stier als Nachfolger von Jürgen Jürgens die künstlerische Leitung des Monteverdi-Chores Hamburg. Von 1995 bis 2011 war er außerdem künstlerischer Leiter der Robert-Franz-Singakademie. Von 2003 bis 2006 übernahm Gothart Stier zusätzlich zu seiner Arbeit in Hamburg und Halle (Saale) die künstlerische Leitung des Stadtsingechors zu Halle. 2018 beendete er seine Tätigkeit als Leiter des Monteverdi-Chors.
Gothart Stier starb am 2. März 2023 nach langer schwerer Krankheit im Alter von 84 Jahren.

## Ehrungen
- 2009 Biermann-Ratjen-Medaille